# HMS Wolverine (D78)
Pour les autres navires du même nom, voir HMS Wolverine.
Pour les articles homonymes, voir D78.
Le HMS Wolverine est un destroyer de la classe Admiralty W modifiée de la Royal Navy.

## Histoire
Commandé en avril 1918, le destroyer fait du programme de guerre 1918-1919. Il est assigné à la 3e flottille de destroyers de l'Atlantic Fleet. La flottille est basée dans les eaux nationales au début des années 1920. Elle est transférée à la Mediterranean Fleet en 1923 puis à la China Station.
Au début des années 1930, le navire est remis en état et placé en réserve à mesure que des destroyers plus modernes entrent en service. Le Wolverine stationne à Rosyth (Écosse). Il est remis en activité par des marins de la Royal Naval Reserve en août 1939 pour une revue de la flotte à Weymouth. À l'approche de la guerre, il est préparé en conséquence.
En septembre 1939, le Wolverine est assigné à la 15e flottille de destroyers basée à Rosyth pour défendre les convois de la côte orientale. Le 5, il est déployé avec les HMS Witherington, HMS Volunteer et HMS Vancouver pour le convoi GC1 au départ de Milford Haven. Il est basé à Milford Haven et engagé dans l'escorte des convois dans la Manche et au sud-ouest de la Grande-Bretagne. Il protège 19 convois dont un seul est attaqué.
En avril 1940, il est transféré dans la Home Fleet en vue de la campagne de Norvège pour le soutien et la défense de convois. Le 14 mai, il sert avec le HMS Stork pour escorter le navire de transport de troupes polonaises MS Chrobry pendant qu'il délivre des renforts et des canons à Bodø. Le MS Chrobry est touché trois fois lors d'une attaqua aérienne. Le Wolverine embarque 700 soldats, dont des Irish Guards, tandis que le Stork assure la défense anti-aérienne. Ces troupes sont amenées à Harstad.
En juin 1940, il participe à l'évacuation de la France, l'opération Ariel, dans le golfe de Gascogne.
En août 1940, le destroyer revient à l'escorte de convois au nord-ouest de la Grande-Bretagne. Il escorte ainsi 27 convois dans l'océan Atlantique pendant 21 mois, dix subissent une attaque.
En mars 1941, il est le navire de tête de l'escorte du convoi OB 293 qui est attaqué par un sous-marin allemand, l'U 70 qui est détruit en réponse. L'escorte attaque ensuite ce qu'on pense être l'U 47 ou, après enquête, l'U A.
En avril 1941, le Wolverine, le Scarborough et l'Arbutus escortent le convoi SC 26. Sous les attaques soutenues des U 46, U 74 et U 73, six navires sont coulés et plusieurs autres endommagés. Le 5, après une découverte au sonar, le Wolverine et le Scarborough forcent l'U 76 à faire surface. Le sous-marin coule, son équipage est secouru.
En février 1942, le destroyer est transformé pour des escortes sur une courte distance, son armement est renouvelé. En avril, Peter Gretton est nommé capitaine du Wolverine.
En juillet, le navire est transféré à Gibraltar pour des opérations en mer Méditerranée. En août, il participe à l'opération Pedestal. En compagnie du HMS Furious, il détecte un sous-marin en surface. Il mène une attaque et coule le sous-marin italien Dagabur. Endommagé, il revient à Gibraltar avec sa motorisation pour une réparation temporaire puis amené à Devonport pour une réparation complète de plusieurs mois. Pendant son séjour à Gibraltar, il escorte six convois de Gibraltar et six de l'Atlantique Sud, dont trois sont attaqués.
Après les réparations effectuées en décembre, il est employé dans la défense des convois dans les atterrages occidentaux. En février 1943, il est transféré à Freetown pour un an. Il escorte 17 convois, deux sont attaqués.
En janvier 1944, il revient en Grande-Bretagne et dans les atterrages occidentaux. Il sert à la lutte contre les sous-marins de janvier 1945 à la fin de la guerre. En mai, il est retiré du service opérationnel et mis en réserve en attente de la prononciation de sa destruction.
Le Wolverine est inscrit sur la liste des destructions après le jour de la victoire sur le Japon et vendu le 28 janvier 1946 pour être démantelé. Il est remorqué à Troon et démonté en septembre 1946.